# 동갑목
동갑목(胴甲目, Antiarchi)은 판피어강에 속하는 실루리아기 후기부터 데본기 후기까지 번성한 고생대 어류이다. 분포지역과 종류가 절경목에 이어서 두 번째로 많으며, 목명은 에드워드 드링커 코프가 명명했다.